# 23 mm armata przeciwlotnicza ZU-23-2

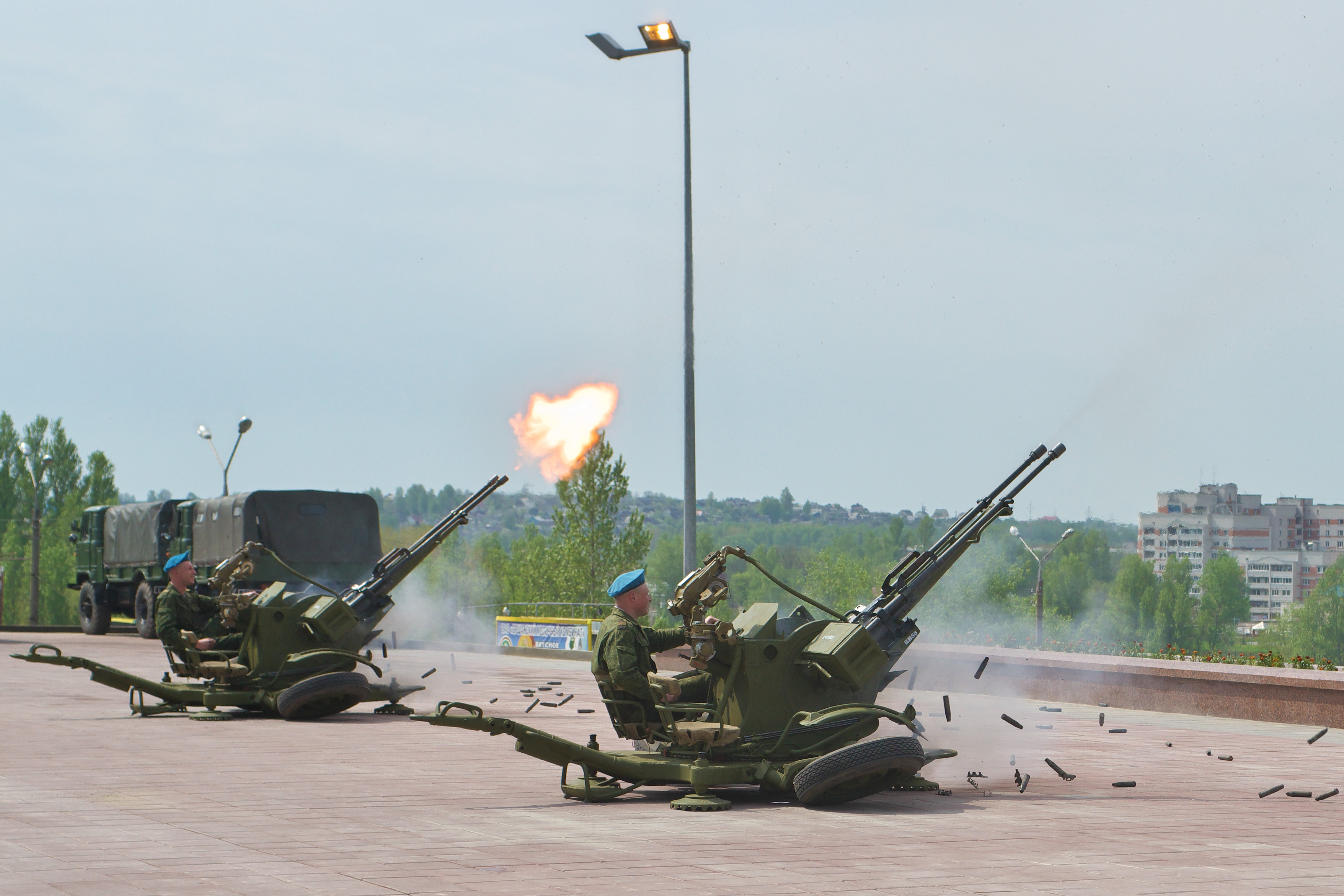
ZU-23-2 w rękach białoruskich spadochroniarzy

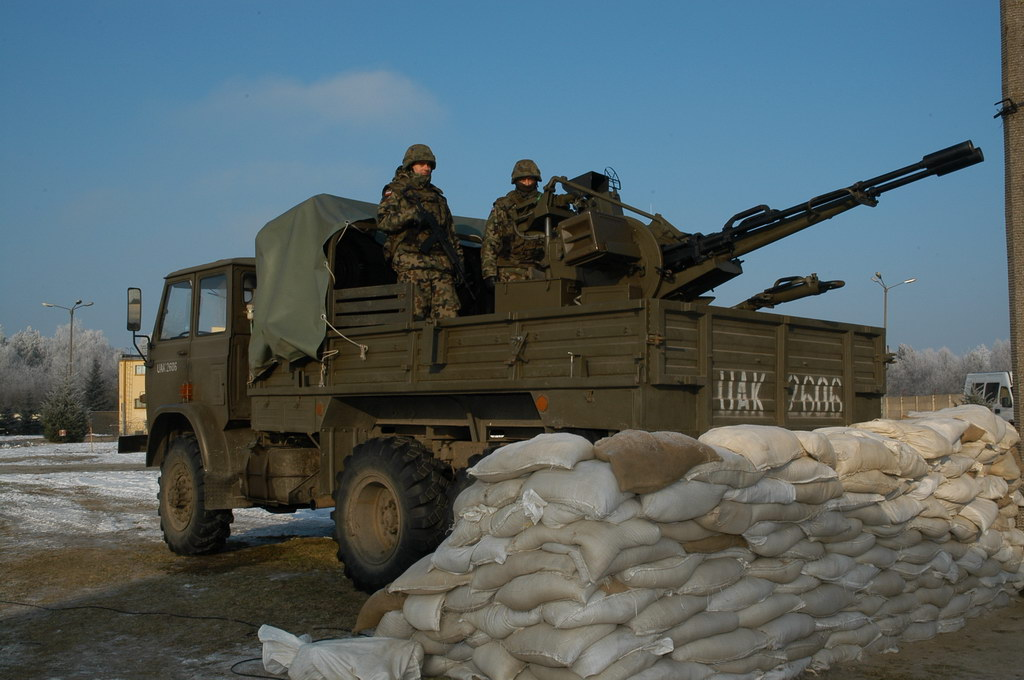
Hibneryt – polski ZU-23-2 wyposażony w celownik CKE-1 zamontowany na samochodzie Star 266

23 mm armata przeciwlotnicza ZU-23-2 – radziecka podwójnie sprzężona, holowana armata przeciwlotnicza, produkowana od lat 60. XX wieku. Uznawana za najpopularniejszą armatę przeciwlotniczą na świecie okresu powojennego. Produkowana na licencji i rozwijana także w Polsce, gdzie na jej bazie skonstruowano zestawy rakietowo-artyleryjskie ZUR-23-2 Jodek.

## Opis
Armata powstała w Związku Radzieckim w 1960 roku. Wywodziła się z prototypowego działka lotniczego TKB-494 opracowanego w biurze konstrukcyjnym CKB-14 w Tule pod kierunkiem Nikołaja Afanasjewa i Nikołaja Makarowa (konstruktorów działka AM-23), strzelającego silniejszą amunicją działka WJa-23. Po wydłużeniu lufy i innych modyfikacjach powstała armata TKB-507 (indeks GRAU 2A14), która posłużyła do skonstruowania podwójnie sprzężonego działka przeciwlotniczego pod wojskowym oznaczeniem ZU-23-2. Równolegle skonstruowano poczwórnie sprzężoną wersję samobieżną ZSU-23-4.
Przeznaczona jest do zwalczania celów nisko lecących w odległości do 2,5 km. Może również razić cele lekko opancerzone lub siłę żywą. Wykorzystywana jest do bezpośredniej osłony wojsk i ważnych obiektów przed atakiem z powietrza. Broń jest używana przez wszystkie kraje byłego Układu Warszawskiego (z wyjątkiem Czechosłowacji) i inne państwa niegdyś współpracujące z ZSRR.

## Działanie
Broń działa na zasadzie odprowadzania części gazów prochowych przez boczne otwory w lufach. Każda z armat jest zasilana z taśmy o pojemności 50 nabojów. Celowanie odbywa się za pomocą przyrządów optyczno-mechanicznych. Lufy są szybkowymienne (wymiana trwa teoretycznie ok. 14 sekund), ryglowane przez zamek klinowy o ruchu pionowym. Wyposażona jest w optyczno-mechaniczny celownik wektorowy ZAP-23, używany podczas strzelania do celów powietrznych o prędkościach do 300 m/s, oraz celownik optyczny T-3.
ZU-23-2 może być przewożony za pomocą różnych nośników, np. samochodów ciężarowych Ural-375D lub Star 266 (Hibneryt).
Do strzelania wykorzystuje się amunicję 23 × 152 mm przeciwpancerno-zapalająco-smugową (188,5 g) (API-T) oraz odłamkowo-zapalająco-smugową (190 g) (HEI-T). W polskich zakładach ZM Mesko powstały nowe typy amunicji: podkalibrowa przeciwpancerna z rdzeniem stabilizowanym obrotowo APDS-T o masie 103 g i z rdzeniem fragmentującym FAPDS-T. Masa naboju to 450 g. Wzrosła prędkość pocisku oraz donośność skuteczna z 2000 m do 3000 m. Ich partie próbne wykonano w 2007 roku.

## Produkcja na świecie

### Polskie wersje
Armata ZU-23-2 została wprowadzona do produkcji licencyjnej w Zakładach Mechanicznych w Tarnowie w 1972 roku. Polscy konstruktorzy prowadzili następnie prace nad zwiększeniem możliwości armaty. Prace prowadzono w dwóch kierunkach: wprowadzenia nowocześniejszych celowników umożliwiających zwalczanie celów szybkolecących oraz integracji armaty z naprowadzanymi na podczerwień pociskami rakietowymi bliskiego zasięgu. W efekcie powstał zestaw artyleryjsko-rakietowy ZUR-23-2S Jod, produkowany od 1987 r., a wprowadzony na uzbrojenie Wojska Polskiego od 1988 roku. Łączy on armatę ZU-23-2 z podwójną wyrzutnią pocisków przeciwlotniczych bliskiego zasięgu 9K32 Strzała-2M. Wprowadzono także celownik tachometryczny GP-1R, opracowany w WITU i produkowany przez łódzki Prexer. Obsługa zmniejszyła się z 5 do 4 osób. Zestaw może zwalczać cele oddalające się w odległości do 2800 m, a zbliżające się w odległości do 4200 m, na wysokości od 50 do 2300 m.
W latach 90. opracowano nowszy celownik tachometryczny GP-03/WK, który wszedł na wyposażenie w 1994 roku, dla armaty ZU-23-2T Jodek. Wersja tej armaty nie weszła jednak do produkcji. Od 2002 roku do produkcji wszedł natomiast nowy zestaw artyleryjsko-rakietowy ZUR-23-2KG Jodek-G ze skuteczniejszymi pociskami Grom, elektrycznymi napędami naprowadzania i celownikiem kolimatorowym CKE-2 produkcji Prexera. W 2007 roku zakłady Mesko wdrożyły do produkcji nową amunicję podkalibrową APDS-T i FAPDS-T własnego projektu. Zasięg zwalczania celów wzrósł do 5500 m, a przedział wysokości wzrósł od 10 do 3500 m. Wersją celownika kolimatorowego nie współpracującą z pociskami rakietowymi jest celownik CKE-1. Za ich pomocą można zwalczać cele o prędkości do 500 m/s. Wersją eksportową zestawu dla Indonezji, przystosowaną do współpracy z zewnętrznymi systemami kierowania ogniem, jest ZUR-23KG-I, z celownikiem CKE-2I. Od 2005 roku na wyposażenie weszły celowniki kolimatorowe z noktowizorem pasywnym CKE-1N i CKE-2N, a od 2016 z termowizorem CKE-1T. Celowniki te montowane są także na armatach nie przystosowanych do pocisków kierowanych, jak ZU-23-2K. W 2007 roku zakończono prace nad bardziej zaawansowanym kolimatorowym celownikiem programowalnym CP-1 z dalmierzem laserowym i torem noktowizyjnym, opracowanym przez Prexer przy współpracy z WAT, który następnie wszedł na uzbrojenie Wojska Polskiego. Propozycją ZM Tarnów, prezentowaną w 2004 roku, był system artyleryjski ZU-23-2E, w którym poszczególne armaty miały jedynie awaryjne celowniki pierścieniowe, natomiast były przystosowane do zdalnego kierowania ogniem przez system FC-1 z głowicą obserwacyjną. Zestawy ZUR-23-2KG z celownikiem w wersji eksportowej CKE-2I używane są również przez Indonezję.
Opracowano następnie zestaw artyleryjsko-rakietowy ZUR-23-2SP Jodek z głowicą optoelektroniczną GOS-1, z kamerą termowizyjną, telewizyjną i dalmierzem laserowym, który wszedł w skład przeciwlotniczego systemu rakietowo-artyleryjskiego (PSR-A) Pilica, przeznaczonego do obrony baz lotniczych. Używa on celownika programowalnego CP-1SP. Wojsko Polskie zamówiło sześć baterii systemu Pilica, każda z sześcioma zestawami, wozem dowodzenia i stacją radiolokacyjną, dostarczane od 2020 roku. Produkowany był także eksportowy wariant armaty ZU-23-2CP z prostym celownikiem pierścieniowym (rakursowym), dla krajów z klimatu tropikalnego suchego.

### Chiny
W Chińskiej Republice Ludowej produkowana jest kopia ZU-23-2 przekalibrowana na amunicję 25 mm jako armata Typ 87. Istnieje również w wersji zestawu artyleryjsko-rakietowego, z dwoma przenośnymi wyrzutniami pocisków bliskiego zasięgu, montowana na samochodzie terenowym LSV.

## Zastosowanie
Armata ZU-23-2 uznawana jest za najpopularniejszą armatę przeciwlotniczą na świecie. Używana była przede wszystkim przez ZSRR i kraje Układu Warszawskiego, a także liczne kraje, którym ZSRR dostarczał uzbrojenie, zwłaszcza afrykańskie i azjatyckie.

### Użytkownicy
- Afganistan
- Algieria – 100[10]
- Armenia
- Azerbejdżan
- Bangladesz
- Bośnia i Hercegowina – 30[10]
- Burundi
- Białoruś – 128
- Kambodża
- Chiny – Typ 85 i Typ 87
- Republika Zielonego Przylądka – 12[10]
- Kuba
- Cypr
- Dżibuti – 10[10]
- Ekwador – Typ 80[11]
- Egipt
- Estonia
- Etiopia – 10
- Finlandia – 1,100
- Gabon – 24
- Grecja – 200
- Gruzja – około 200, 40 zamontowanych na MT-LB, niektóre są zamontowane na ciężarówkach ZIŁ-131 i okrętach wojennych.
- Gwinea Bissau – 18[10]
- Ghana – 5[10]
- Indie – 800 zmodernizowanych
- Indonezja – 4 ZUR-23-KG-I jako część systemu „Kobra” AD dla TNI-AU[12][13] + 18 Jako część systemu Giant Bow II AD dla TNI-AD[14][15]
- Iran
- Irak – używa polskich i bułgarskich dział MT-LB
- ISIS
- Izrael[16] – zdobyte z arabskich armii podczas konfliktu arabsko-izraelskiego.
- Węgry
- Laos – 2
- Łotwa – 3 ZU-23-2MR Wróbel II.
- Liban – 100[10], głównie zamontowane na M113 APC do podparcia ognia na podłożu i obrony powietrznej.
- Libia – 450, zdobytych przez Narodową Armię Wyzwoleńczą i zamontowanych na furgonetkach.
- Mauretania – 20[10]
- Maroko – 90[10]
- Mołdawia – 28[10], niektóre zamontowane na BTR-D.
- Mali
- Mongolia
- Mozambik – 150
- Mjanma – 380 Typ 87
- Namibia
- Nikaragua – 20
- Nigeria – 20
- Pakistan – 5,200
- Peru – 80[10]
- Polska – 444 ZUR-23-2 + niektóre wersje morskie.
- Rosja
- Sahara Zachodnia – 50
- Południowa Afryka – 36 „Zumlac” na opancerzonej ciężarówce SAMIL 100. Zdobyte w Angoli w latach osiemdziesiątych[17].
- Somalia
- Puntland[18]
- Somaliland
- Sri Lanka
- Syria
- Tanzania – 40[10]
- Uganda – 5
- Ukraina
- Stany Zjednoczone – Tylko do testów
- Wenezuela – 300 ZU-23ZOM 1-4
- Wietnam
- Jemen – 200
- Zimbabwe – 5

### Byli użytkownicy
- ZSRR
- Grenada – 12
- NRD
- Rodezja – 12